# Епископ захумско-херцеговачки Николај
Николај (световно Алекса Јокановић, Шобадине код Билеће, 4/17. март 1874 — Сокобања, 26. март 1943) је био епископ Српске православне цркве.

## Живот
Епископ Николај рођен је као Алекса Јокановић 17. марта 1874. у Шобадинама, срез билећки. Богословију је завршио у Рељеву, а Богословски факултет у Черновицама. У чин ђакона и презвитера рукоположен је 1901. До избора за епископа био је наставник богословије, саветник конзисторије и старешина манастира Гомионице.
Као архијерејски заменик на Цетињу, изабран је за викарног епископа будимљанског 22. јуна 1938, а хиротонисан на Петровдан исте године у Цетињском манастиру. За епископа захумско-херцеговачког изабран је 8. децембра 1939, устоличен у Мостару фебруара 1940.
За време Другог светског рата усташе су га претукле и протерале у Србију. Умро је у Сокобањи 26. марта 1943. и сахрањен крај цркве. После Другог светског рата пренет је у Бањалуку.